# Cryptoheros nanoluteus
Cryptoheros nanoluteus är en fiskart som först beskrevs av Allgayer, 1994.  Cryptoheros nanoluteus ingår i släktet Cryptoheros och familjen Cichlidae. Inga underarter finns listade i Catalogue of Life.